# Naginatadō

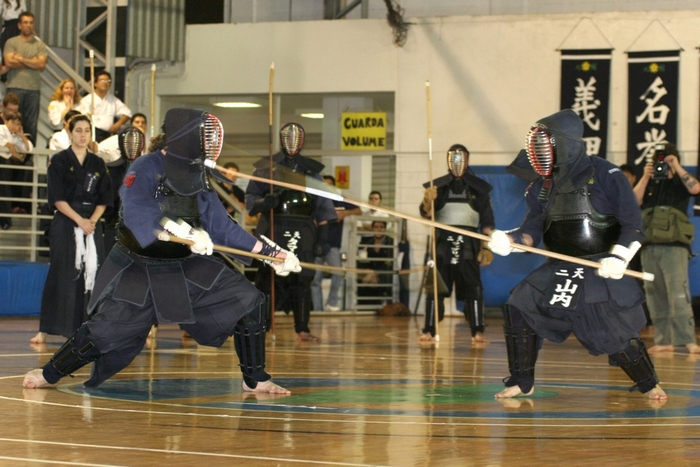
Turnierkampf

Naginatadō (薙刀道) oder Naginatajutsu (japanisch 薙刀術) ist die Kunst des Kampfes mit der japanischen Naginata. Dies ist eine Art von Glefe, die etwa wie eine Kurzschwertklinge (Wakizashi) an einer langen Stange aussieht. Die Gesamtlänge der Waffe beträgt etwa 7 shaku, also ca. 2,12 m.
Naginatajutsu bezieht sich auf den technischen Aspekt des Kampfes mit der Naginata – Naginatadō schließt auch die geistigen und spirituellen Aspekte ein.

## Geschichte
Naginatajutsu wird auch heute noch vor allem in Japan häufig praktiziert; diese Waffenkunst ist dort auch bei Frauen besonders beliebt. In Europa leitet sich daraus oftmals das Fehlurteil ab, Naginatajutsu sei eine reine Frauensportart, was aber nicht den Tatsachen entspricht. Sie gehört zu ältesten japanischen Kampfkünsten und geht bis zu den Ursprüngen der Kriegerklasse zurück. Es ist also eine Kampfkunst, die mindestens so alt ist wie der Schwertkampf und das Bogenschießen, möglicherweise sogar älter als Letzteres. Die japanischen Behörden datieren die ältesten regulären Schulen für Naginata-Technik bis 1168 zurück, während man annimmt, dass die älteste Schule für Schwertkampf um 1350 gegründet worden ist.
Der physische Hintergrund ist, dass eine Stangenwaffe durch den langen Hebelarm fehlende Kraft und durch die hohe Reichweite fehlende Schnelligkeit ausgleichen kann, sodass auch weniger geübte Kämpfer im Zweikampf mit sehr erfahrenen Kämpfern mithalten können. Dies ist eine Analogie zu den Milizen und Stadtwachen im europäischen Kontext, welche kürzer ausgebildet wurden als Schwertkämpfer, dafür aber in größerer Zahl zunehmend, mit Voranschreiten des Mittelalters das Schlachtfeld der Häufigkeit nach dominierten. Eine kulturelle Besonderheit in der Geschichte der Naginata als Stangenwaffe Japans sind Geschichten von berühmten weiblichen Kriegerinnen mit Naginata. Ein Beispiel hierfür ist Tomoe Gozen.
Damals gab es verschiedene Sorten von Naginata, so etwa Waffen mit einer kreuzförmigen Klinge, die den europäischen Hellebarden sehr ähnlich sieht. Diese Waffen waren bei den Kriegern sehr populär, besonders bei den aufrührerischen klösterlichen Armeen im 11. und 12. Jahrhundert und später bei den Bushi, den Angehörigen der Kriegerklasse vom 12. bis ins 15. Jahrhundert.

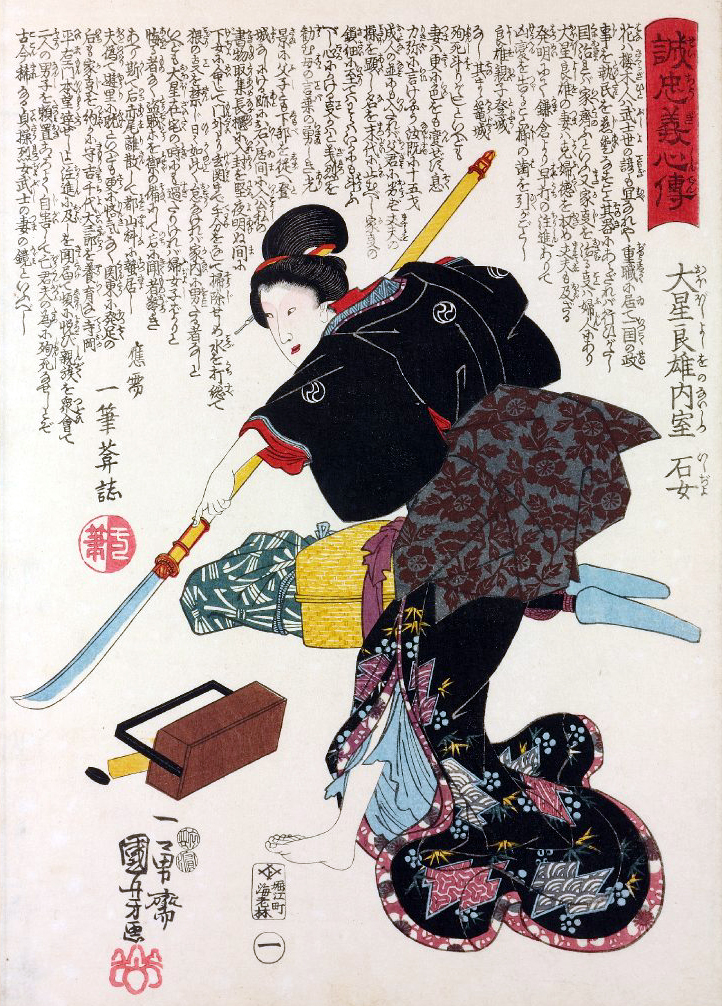
Farbholzschnitt von Kuniyoshi, Ehefrau eines Samurai beim Training, 1848

Mit der Zeit begann man den Yari, einen leichten Speer mit gerader Klinge, als Waffe gegen das Schwert vorzuziehen. Er erwies sich sowohl zu Fuß als auch zu Pferd und ebenso im Formationskampf wirkungsvoller. So wurde während des Ōnin-Krieges (1467–1477) der Yari auf Kosten der Naginata eingeführt, und letztere wurde in den Haushalt der Bushifrauen (Onna-bugeisha) und in gewisse Sekten verbannt. Heute wird Naginatajutsu vor allem an Mädchenschulen unterrichtet und gewinnt seit auch in den USA und in kleinerem Ausmaße in Europa an Popularität.
Wie beim Kendō entwickelten sich auch beim Naginatajutsu verschiedene Schulen. Man schätzt die Anzahl der Schulen, die Naginatajutsu im Laufe der Geschichte unterrichtet haben, auf etwa 425, wobei zu beachten ist, dass nicht wenige dieser Schulen zusätzlich auch andere Kampfstile unterrichteten.
Die Techniken dieser Schulen waren meistens drastischer als die heutigen und wurden vor allem von Frauen ausgeübt. Es gibt heutzutage auch Männer, die diese Kunst ausführen, wobei diese häufig auch einen hohen Grad erreichen.
Für Naginatajutsu war ein großes Maß an Durchhaltevermögen notwendig, um die Waffe richtig zu handhaben, also von der Klinge und dem Griff vollen Gebrauch zu machen.

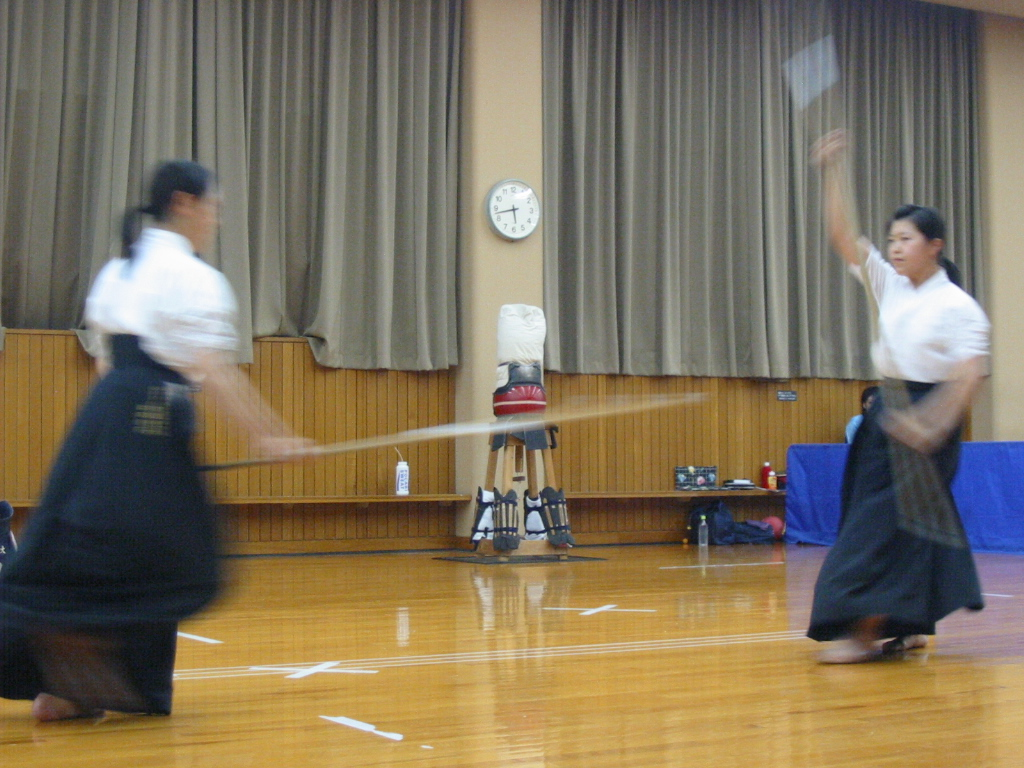
Modernes Training

Das heutige Ausüben dieser Sportart unter der Aufsicht des gesamtjapanischen Naginata-Verbandes nennt sich Atarashii Naginata, was wörtlich übersetzt „neuer Naginata[stil]“ bedeutet. Die Trainingskämpfe werden meist Naginata gegen Naginata ausgetragen. Man verwendet bei den Trainingskämpfen eine verhältnismäßig leichte Naginata aus Holz, vorzugsweise Eiche, mit einer Bambusklinge, die mit dem Shinai aus dem Kendo vergleichbar ist. Diese Trainingswaffe ist etwa 2,10 m bis 2,25 m lang. Die Schutzkleidung (Bogu) ähnelt der im Kendō, jedoch werden zusätzlich noch Schienbeinschoner (Sune ate) getragen.

## Deutschland
In Deutschland gibt es mittlerweile 5 Dōjōs, die Unterricht im Atarashi-Naginata anbieten.
Diese sind der Kenshinkai Berlin e. V. (vormals SC Kamakura, in Berlin), der Postsportverein Opladen, der Polizeisportverein Mainz, die Naginata-Gruppe im Allgemeinen Hochschulsport der Johannes Gutenberg-Universität Mainz, sowie der Shichi Fukujin Dōjō Potsdam (von Genkido – Asien in Deutschland). Der Kenshinkai Berlin e. V. ist die älteste bestehende Naginatagruppe Deutschlands.
Seit 2003 existiert der Deutsche Naginata Bund, kurz DNagB unter dessen Verwaltung alljährlich die Deutsche Meisterschaft durchgeführt wird. Der DNagB ist seines Zeichens Mitglied der European Naginata Federation der höchsten Europäischen Institution im Naginata.